# Fort Jones
Fort Jones é uma cidade localizada no estado americano da Califórnia, no condado de Siskiyou. Foi incorporada em 16 de março de 1872.

## Geografia
De acordo com o United States Census Bureau, a cidade tem uma área de 1,5 km², onde todos os 1,5 km² estão cobertos por terra.

### Localidades na vizinhança
O diagrama seguinte representa as localidades num raio de 32 km ao redor de Fort Jones.

## Demografia
Segundo o censo nacional de 2010, a sua população é de 839 habitantes e sua densidade populacional é de 539,90 hab/km². É a cidade que, em 10 anos, teve o maior crescimento populacional do condado de Siskiyou. Possui 344 residências, que resulta em uma densidade de 221,37 residências/km².